# Philippe Antoine d'Ornano

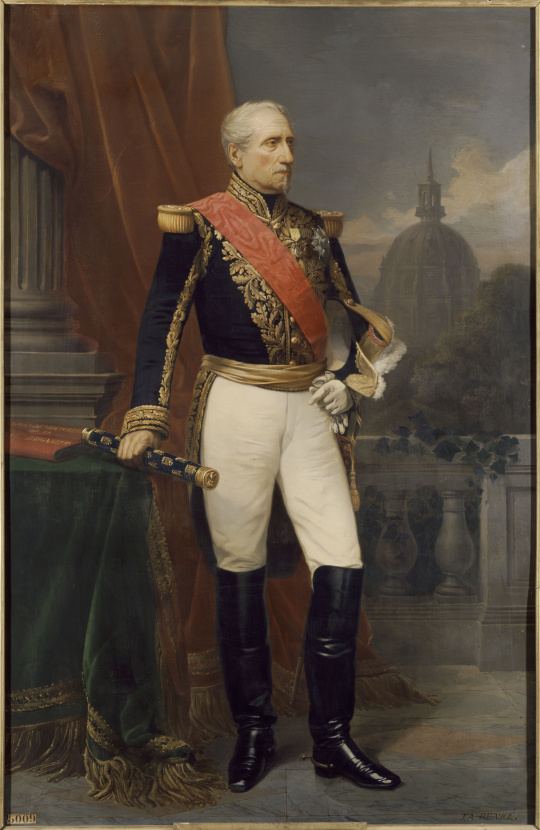
Graaf Philippe Antoine d'Ornano (Jean-Adolphe Beaucé, 1863)

Philippe Antoine d'Ornano (Ajaccio, 17 januari 1784 - Parijs, 13 oktober 1863) was een Frans militair en politicus. Hij droeg de titels van graaf, maarschalk en pair van Frankrijk.

## Carrière
D'Ornano werd geboren op Corsica. Hij was een zoon van Louis Ornano en Isabelle Bonaparte en was een ver familielid van Napoleon Bonaparte. Hij nam dienst op zestienjarige leeftijd en maakte snel carrière in het napoleontisch leger. Hij diende als adjudant van generaal Charles Leclerc op Saint-Domingue (Haïti) tussen 1801 en 1803. Hij werd daarna adjudant van generaal Louis Alexandre Berthier. Hij vocht in Austerlitz en in Jena en was aanwezig op de slagvelden in Spanje, Rusland en Duitsland. Hij stond bekend als een goed cavalerieofficier.  Na de nederlaag van Napoleon werd D'Ornano verbannen en hij kon pas in 1817 terugkeren naar Frankrijk. In 1828 nam hij opnieuw dienst in het Franse leger en in 1832 was hij in de Vendée om een opstand van de legitimisten te onderdrukken.
In 1849 werd D'Ornano verkozen in de Kamer van Afgevaardigden voor het departement Indre-et-Loire. Hij zetelde van januari tot mei 1849 in de Assemblée nationale constituante en van mei 1849 tot december 1851 in de Assemblée nationale législative. Hij behoorde tot de bonapartisten. In 1851 werd hij verkozen in de senaat. Hij zetelde van 26 januari 1852 tot 13 oktober 1863 in die vergadering.
In 1853 werd hij benoemd tot gouverneur van Les Invalides.
In 1808 kreeg hij van Napoleon de titel van graaf. In 1832 werd hij pair van Frankrijk en in 1861 maarschalk van Frankrijk. In 1852 werd hij benoemd tot grootkanselier in het Legioen van Eer.

## Privéleven
In 1813 ontmoette hij gravin Maria Walewska, ex-echtgenote van de Poolse graaf Colonna Walewski en maîtresse van Napoleon. Hij vroeg haar ten huwelijk, maar zij weigerde. Pas na 1815, na de dood van haar ex-echtgenoot en de verbanning van Napoleon, stemde ze toe in een huwelijk. Dit werd voltrokken in Brussel in 1816. Het jaar erop werd hun zoon Rodolphe-Auguste geboren. Walewska stierf kort nadien.

## Overlijden
D'Ornano stierf in 1863 en werd begraven in het Hôtel des Invalides. Zijn naam werd bijgeschreven op de Arc de Triomphe.